# اصطناع غابرائيل
اصطناع غابرائيل هو تفاعل كيميائي يحول هاليدات الألكيل الأولية إلى أمينات أولية. سُمي التفاعل على اسم عالم الكيمياء الألماني سيغموند غابرييل [الإنجليزية].